# Juan A. Pisano
Juan A. Pisano (? - 1967) est un paléontologue argentin qui a travaillé à l’Université nationale de La Plata et au Muséum de La Plata (en).
Le nom du dinosaure Pisanosaurus lui est dédié : il vient du grec sauros signifiant « lézard » et du nom du paléontologue argentin Juan A. Pisano, associé du découvreur de ce dinosaure, Rodolfo Casamiquela.